# رانكو ديسبوتوفيتش
رانكو ديسبوتوفيتش (بالصربية: Ранко Деспотовић)‏ (مواليد 21 يناير 1983) هو لاعب كرة قدم. يلعب مع منتخب صربيا لكرة القدم منذ عام 2007.

## وصلات خارجية
- رانكو ديسبوتوفيتش على موقع رابطة كرة القدم اليابانية للمحترفين (اليابانية)
- رانكو ديسبوتوفيتش على موقع قاعدة بيانات كرة القدم.إي يو (الإنجليزية)
- رانكو ديسبوتوفيتش على موقع ناشيونال فوتبول تيمز (الإنجليزية)
- رانكو ديسبوتوفيتش على موقع Soccerbase.com (لاعب) (الإنجليزية)
- رانكو ديسبوتوفيتش على موقع Soccerway.com (الإنجليزية)
- رانكو ديسبوتوفيتش على موقع عالم كرة القدم.نت (الإنجليزية)
- رانكو ديسبوتوفيتش على موقع AS.com (الإسبانية)

- National Football Teams